# Jean Auréal
Jean Auréal (Versalles, 28 de mayo de 1941 – 19 de abril de 1985) fue un piloto de motociclismo francés, que corrió en el  Campeonato del Mundo de Motociclismo desde 1964 hasta 1970.

## Biografía
Campeón francés "inter" 1968 en 350 en Aermacchi (en ese año ganó tres veces en Monthléry y en Bourg-en-Bresse ), Auréal hizo su debut en el Campeonato del Mundo de Motociclismo en 1964 pero no pudo entrar en la clasificación del en GP de Francia. Pro su gran éxito fue la victoria en el GP de Francia de 1969 de 125cc cuando con una Yamaha Sonauto, logró ganar, favorecido por los problemas mecánicos de muchos de los favoritos. Auréal se convertía en el primer piloto francés desde 1954 que conseguía una victoria en un Gran Premio mundial. El primer lugar en casa trajo a Auréal el decimocuarto lugar en la clasificación final del octavo litro, mientras que en 250cc fue 21.º. Ese año también fue proclamó campeón francés de 125, 250 y 350, siempre en Yamaha.
En 1970, disputó todo el Mundial, siempre defendiendo la fábrica de Yamaha-Sonauto. Obtuvo el noveno puesto en el GP de Francia en 125 y un nuevo título de campeón francés (en 350).
Retirado de la competición en 1971, muere a los 43 años en 1985.

## Resultados en el Campeonato del Mundo
Sistema de puntuación desde 1969 hasta 1987:
| Posición | 1.º | 2.º | 3.º | 4.º | 5.º | 6.º | 7.º | 8.º | 9.º | 10.º |
| Puntos   | 15  | 12  | 10  | 8   | 6   | 5   | 4   | 3   | 2   | 1    |

(Carreras en negrita indica pole position, carreras en cursiva indica vuelta rápida)

### Carreras por año
| Año  | Cat.  | Equipo    | 1     | 2      | 3       | 4       | 5       | 6       | 7     | 8     | 9     | 10      | 11    | 12    | 13    | Pts. | Pos. |
| ---- | ----- | --------- | ----- | ------ | ------- | ------- | ------- | ------- | ----- | ----- | ----- | ------- | ----- | ----- | ----- | ---- | ---- |
| 1964 | 125cc | Bultaco   | USA - | ESP -  | FRA DNQ | IOM -   | NED -   |         | GER - | RDA - | ULS - | FIN -   | NAT - | JPN - |       | 0    | -    |
| 1965 | 125cc | Bultaco   | USA - | GER -  | ESP -   | FRA Ret | IOM -   | NED -   |       | RDA - | CZE - | ULS -   | FIN - | NAT - | JPN - | 0    | -    |
| 1965 | 250cc | Morini    | USA - | GER -  | ESP -   | FRA 8   | IOM -   | NED -   | BEL - | RDA - | CZE - | ULS -   | FIN - | NAT - | JPN - | 0    | -    |
| 1967 | 250cc | Aermacchi | ESP - | GER -  | FRA Ret | IOM -   | NED -   | BEL -   | RDA - | CZE - | FIN - | ULS -   | NAT - | CAN - | JPN - | 0    | -    |
| 1968 | 125cc | Aermacchi | RFA - | ESP -  | TT -    | NED -   | BEL -   | RDA -   | CZE - | FIN - | ULS - | NAT 16  |       |       |       | 0    | -    |
| 1968 | 250cc | Aermacchi | RFA - | ESP -  | TT -    | NED -   |         | RDA -   | CZE - | FIN - | ULS - | NAT Ret |       |       |       | 0    | -    |
| 1968 | 350cc | Aermacchi | RFA - |        | TT -    | NED -   |         | RDA -   | CZE - |       | ULS - | NAT Ret |       |       |       | 0    | -    |
| 1968 | 500cc | Aermacchi | RFA - | ESP -  | TT -    | NED -   | BEL Ret | RDA -   | CZE - | FIN - | ULS - | NAT -   |       |       |       | 0    | -    |
| 1969 | 125cc | Yamaha    | ESP - | GER -  | FRA 1   | IOM -   | NED Ret | BEL Ret | DDR - | CZE - | FIN - | ULS -   | NAT - | YUG - |       | 15   | 14.º |
| 1969 | 250cc | Yamaha    | ESP - | GER -  | FRA 8   | IOM -   | NED -   | BEL 5   | DDR - | CZE - | FIN - | ULS -   | NAT - | YUG - |       | 9    | 21.º |
| 1970 | 125cc | Yamaha    | GER - | FRA 9  | YUG -   | IOM -   | NED -   | BEL Ret | DDR - | CZE - | FIN - | ULS -   | NAT - | ESP - |       | 2    | 47.º |
| 1970 | 250cc | Yamaha    | GER - | FRA 17 | YUG -   | IOM -   | NED -   | BEL 14  | DDR - | CZE - | FIN - | ULS -   | NAT - | ESP - |       | 0    | -    |